# Prospero Balbo

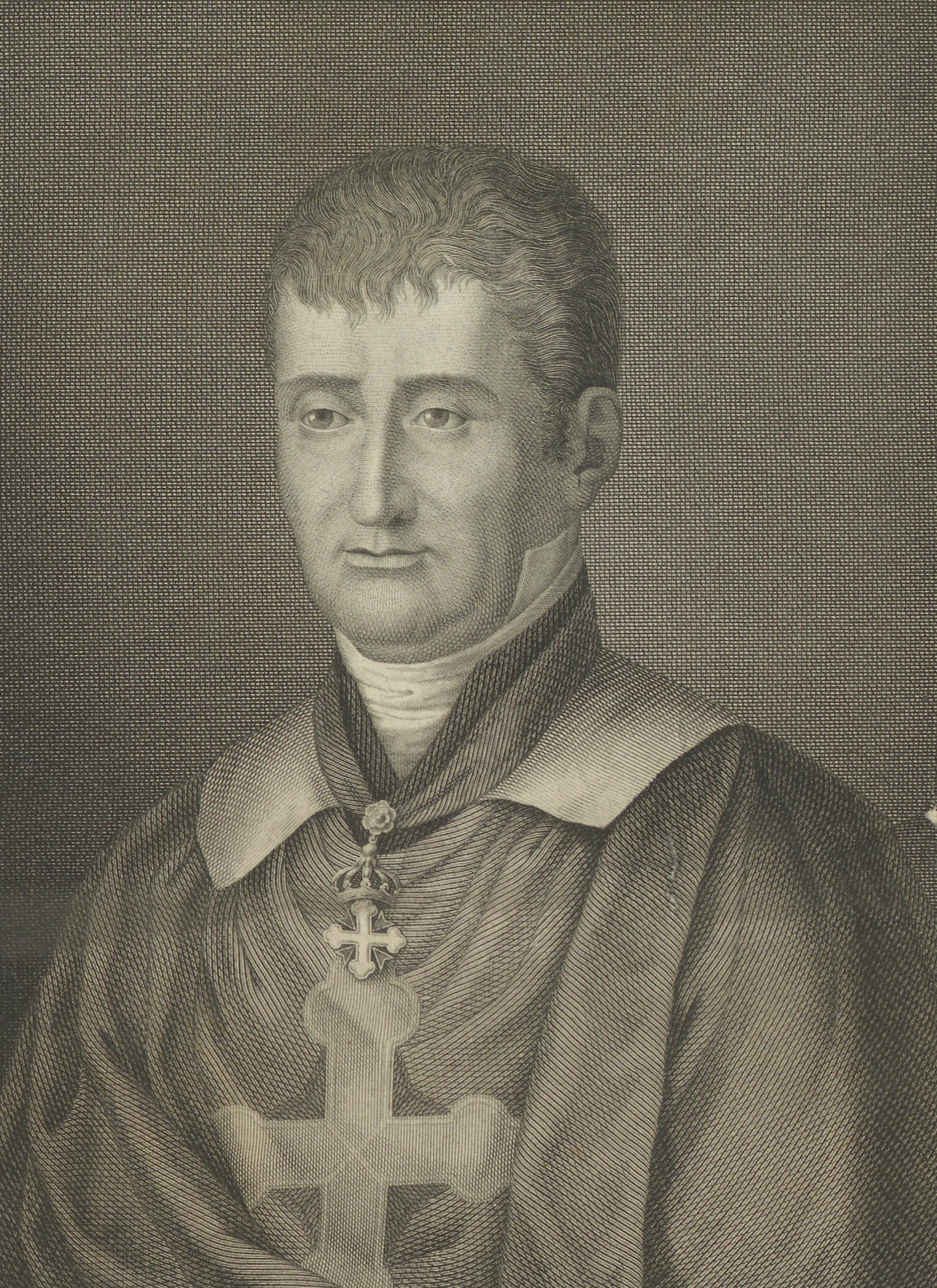
Retrato de Próspero Balbo, 1821

Prospero Balbo, conde de Vinadio (Chieri, 1 de julho de 1762 - Turim, 14 de março de 1837), foi um intelectual e político italiano, prefeito de Turim, presidente perpétuo da Academia de Ciências de Turim, reitor da Universidade de Turim e ministro da Reino da Sardenha.

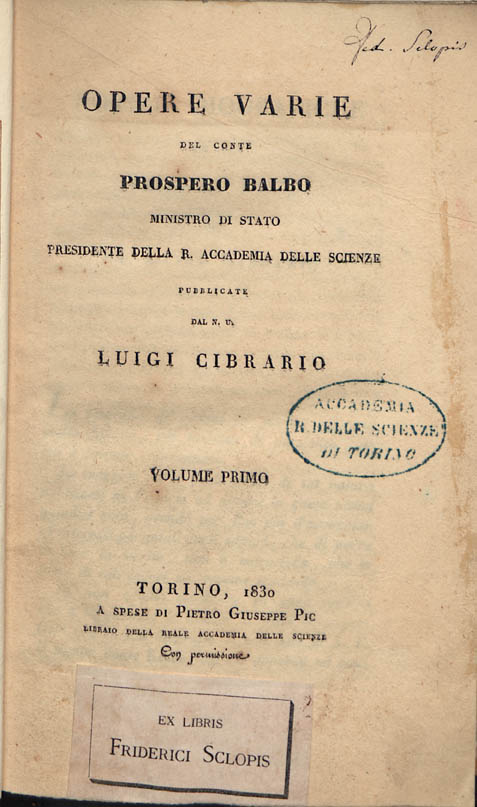
Opere, 1830

## Carreira
Em 1796, a mando de Vittorio Amedeo III, partiu para Paris como embaixador, enquanto em 1805, a mando de Napoleão, foi nomeado Reitor da Universidade, mas com o advento da restauração, em 1814 foi demitido do cargo.
Foi chamado de volta por Vittorio Emanuele I com o objetivo de arranjar as finanças e em 1819 foi Ministro da Educação, enquanto entre 1820 e 1821 foi Ministro do Interior, mas seguindo o projeto de constituição que apresentou ao Rei em 11 de março de 1821 ele tornou-se inimigo de Carlo Felice, encerrando assim sua carreira política.
De 1821 a 1831 dedicou o seu empenho aos estudos, após o que teve outro cargo como chefe da secção de finanças do Conselho de Estado, mas renunciou em 1834. Foi o primeiro presidente da Real Deputação de História da Pátria (mais tarde Deputação Subalpina de História da Pátria), criada por Carlo Alberto em 1833 para desenvolver estudos sobre a história de seus domínios e dinastia.
Ele morreu em 1837.

## Trabalhos
- Prospero Balbo, Opere, Torino, Pietro Giuseppe Pic, 1830